# Дон Кихот (балет)
Дон Кихот је балет написан на основу књиге Дон Кихот од Мигела де Сервантеса. Састоји се од четири чина подељених на укупно осам слика. Аутор балета је Маријус Петипа.

## Пролог
Сиромашни племић Дон Кихот, одушевљено чита витешке романе који у његовој машти постају стварност. Он осећа да је потребно да постане витез луталица, како би уништио зло и штитио добро. За заштитницу свог срца бира лик младе сеоске девојке у коју је безуспешно заљубљен и даје јој име Дулсинеја. Док Дон Кихот чита роман у замак улеће Санчо Панса пред потером жена са пијаце, којима је покушао нешто да украде. Избацивши жене Дон Кихот поставља Санчу за свог верног слугу, понудивши му да на далеким путовањима која предстоје буде пратилац и штитоноша.

## Први чин
Прва слика - Народ на тргу у Барселони На тргу је неуобичајено живо. Хуанита и Пикилија очекују своју другарицу Китри. Китри покушава да одгоди посету богатом племићу Гамашу за кога отац жели да је уда - она воли сиромашног сељака Базила. На трг долази и Базил са гитаром, и правећи се да не види Китри почиње да се удвара присутним девојкама. Китри се бучно љути и Базил јој коначно прилази, пратећи њену игру на гитари. Убрзо одбацује гитару и придружује се Китри у веселој, љубавној игри. Китрин отац Лоренцо прекида весеље терајући Базила. Заљубљени пар на коленима моли за благослов за венчање - али Лоренцо је неумољив. 
Из замка излази Гамаш, а Лоренцо хвата Китри за руку (пошто је претходно обрисала очи од суза) и полази му у сусрет. Китри одбија понуду Гамаша. Лоренцо се извињава и позива Гамаша у гостионицу, уз обећање да ће питање његовог и Китриног венчања сам решити.
Улична играчица се појављује на тргу, њена игра најављује долазак тореадора. На тргу се распламсава ватромет игре. Игру прекида Дон Кихот, мачем упереним у замишљеног непријатеља. Китри, коју је угледао у маси, у машти претвара у Дулсинеју, али она у општој гужви бежи. Дон Кихот прилази гостионици као најбогатијем витешком замку и наређује Санчи да рогом објави њихов долазак. Лоренцу се обраћа као господару замка. Народ на тргу, у моменту изненађен луцкастим понашањем непознатог посетиоца, полако се разилази, а Лоренцо позива Дон Кихота за сто.
Весељу на тргу придружују се Китри и Базил. У општем метежу, Санчо узима из гостионице шунку и вино. Лоренцо и Гамаш су то видели и заједно са гостима крећу у потеру. У потеру крећу и Дон Кихот и Санчо Панса, да спасу љубљену Дулсинеју.

## Други чин
Прва слика - цигански табор на пољани са ветрењачама У сумрак у циганском табору влада затишје. Они се спремају за одлазак у друго село. Китри и Базил су управо стигли, а за њима и Дон Кихот и Санчо Панса. Први са мачем а други са копљем у руци. Дон Кихот представља Санчи великог краља и његову раскошну свиту којој се сам смерно клања. Санчо Панса, поражен бујном маштом свога господара, не противи се. Окупљени Цигани и њихов предводник истог часа виде да имају посла са луцкастим витезом и одлучују да га насамаре. Краљ Цигана приређује у част Дон Кихота велику игру. Циганка, којој се свидео Базил посвећује му своју игру, у нади да ће га освојити. Бесна Китри, схвативши ситуацију вуче Базила и они беже. У логор стижу Гамаш и Лоренцо распитујући се за Китри. Повређена Циганка за златан талир издаје бегунце. Настаје општи метеж у коме Дон Кихот креће у бој са непријатељем - ветрењачама, како би одговорио на позив расплакане Дулсинеје, чије је обличје угледао у месечевом одблеску.
Санчо Панса узалуд покушава да га заустави. Кихот је неумољив и неустрашив, али, у судару са крилом ветрењаче пада на земљу без свести.
Друга слика - Сан Дон Кихот сања онесвешћен, да је на прелепом пропланку, окружен шумским вилама - дријадама, које предводе Главна Дријада, Амор и Дулсинеја у лику Китри. Амор рани Дон Кихота љубавном стрелом, а Дулсинеја - Китри му узвраћа љубав. Кихот се полако буди, пољане нестају, а Дулсинеја у одбљеску месеца осмехом му захваљује што је спасена од непријатеља.

## Трећи чин
Прва слика - гостионица У време празника у гостионицу долазе сељаци и сељанке свечано обучени. Сви су весели, све је необично бучно. Хуанита и Пикилија у пратњи тореадора укључују се у опште весеље. Долази главни тореадор а за њим заљубљени, Китри и Базил, срећни што су умакли потери. Мерцедес, власница гостионице, осваја својом игром главног тореадора. У јеку општег весеља, стижу Лоренцо и Гамаш, спазе Китри и одмах приступе чину венчања. Базил оптужује Китри за неверство, вади нож и убија се пред свима. Ту је и Дон Кихот, који видевши шта се десило наређује оцу да да благослов својој кћерки и умирућем Базилу. Отац даје благослов. Тог момента „умирући“ васкрсава, а Гамаш даје кесу злата у мираз, схвативши да заљубљени припадају једно другом. Настаје опште весеље, сви се радују предстојећој свадби.
Прва слика - Трг у Барселони Испред Лоренцове куће влада прави свадбено расположење. Све је украшено, очекују се младенци. Када се појаве Базил и Китри, весеље досеже врхунац и траје до зоре. Почасни гости су Дон Кихот и Санчо Панса.
- &#x22;Дон Кихот&#x22;, Балет СНП-а, Нови Сад, постављен у сезони 2010/11; Фотографије су део фото збирке Српског народног позоришта.
- "Дон Кихот", Балет СНП, Нови Сад, 2010/11; Ана Ђурић, Ливију Хар
- "Дон Кихот", Балет СНП, Нови Сад, 2010/11; Андреја Кулешевић, Андреј Колчериу
- "Дон Кихот", Балет СНП, Нови Сад, 2010/11; Јелена Лечић, Андреј Колчериу
- "Дон Кихот", Балет СНП, Нови Сад, 2010/11; Слободан Нинковић, ансамбл Балета